# Prinses Pott
Prinses Pott is het 75ste stripverhaal van Jommeke. De reeks wordt getekend door striptekenaar Jef Nys.

## Personages
- Jommeke
- Flip
- professor Gobelijn
- Mic Mac Jampudding
- Arabella
- kleinere rollen : Theofiel, Marie, Hutse Pott, Wiwama Totto, Jack Pott, ...

## Verhaal
Jommeke en zijn ouders krijgen midden in de nacht bezoek van Mic Mac Jampudding en Arabella. Zij vonden een eeuwenoud handschrift over een voorouder van Arabella, Ebenezer Pott. Hieruit blijkt dat de avonturier op een eiland in de Grote Oceaan belandde en er koning werd van de plaatselijke bevolking. Zijn zoon keerde terug naar Schotland en werd er de voorvader van Arabella. Jampudding en Arabella willen nu de achtergebleven familie opzoeken, maar weten niet om welk eiland het gaat. Ze besluiten de hulp van professor Gobelijn in te schakelen. Hij ontdekt op het document de ligging van het zogenaamde Pott Patatt-eiland. Met de nieuwe vliegende bol trekken de professor, Jampudding, Arabella, Jommeke en Flip naar het eiland.
Onderweg naar het eiland stort de vliegende bol echter neer in de oceaan. De professor blijkt in het ruim echter vier zogenaamde 'vliegende eieren' mee te hebben. Met deze eenvoudig te hanteren vliegende toestellen kunnen ze hun koers verder zetten en bereiken ze het eiland. Na de bewogen tocht bereiken ze het eiland. Het ei van de professor raakt beschadigd bij de landing, maar het ei van Arabella blijkt onbestuurbaar geworden te zijn. Ze moet met haar grote paraplu een noodlanding maken. De vrienden gaan haar in het bos zoeken. Daar blijkt ze op de troon van het lokale dorp geland te zijn. Net op dat moment wordt de jonge Hutse Pott tot koning van het eiland gekroond. De lokale bevolking is verheugd iemand van de Schotse tak van de familie terug te zien. Van de koning vernemen ze dat Ebenezer Pott koning werd door met koningin Haloela Patatt te trouwen. Hun nakomelingen vermengden zich met de lokale bevolking waardoor de polynesische bevolking door het leven gaat met een grote lange neus zoals Arabella. Wanneer Arabella blijkt dat ze door de familieband zichzelf prinses mag noemen, komt het tot ruzie met Jampudding. Jampudding is ook ontgoocheld dat er geen rijkdom is en wil terug. Ze kunnen echter niet terug totdat de jonge koning een nieuwe vrouw heeft gevonden. Tot dan zal Arabella als prinses naast hem heersen.
Ondertussen komt de vliegende bol aangedreven bij het eiland, waarna de professor deze kan herstellen. De professor besluit samen met de koning en Jampudding een vrouw voor hem te zoeken op een ander eiland. Arabella bestuurt het eiland, maar wordt ontvoerd door Jack Pott, de enige bewoner met een korte neus. Hij beweert dat Arabella vertrokken is en de heerschappij aan hem nagelaten heeft. Jommeke en Flip geloven dit verhaal niet en ontdekken dat de andere vliegende eieren vernield werden. Ze gaan op zoek en vinden in het oerwoud de achtergelaten Arabella. Ondertussen is ook de vliegende bol teruggekeerd. Koning Hutse Pott heeft een nieuwe vrouw gevonden en verdrijft Jack Pott opnieuw van de troon. Zijn nieuwe vrouw, prinses Wiwama Totoo, zorgt ervoor dat hij genade krijgt en de professor creëert een zalf om Jacks neus te laten groeien. Daarop keren de vrienden terug naar huis.

## Achtergronden bij dit verhaal
- Dit verhaal leidt de vrienden terug naar onbekende gebieden waar ze een onbekend volk, los van de beschaving, terug vinden.
- Het verhaal toont heel veel gelijkenissen met het album De verloren zoon. Het begint op dezelfde wijze, maar deze keer gaan ze op zoek naar een voorouder van Arabella in plaats van een voorouder van Jampudding. Ook in 'De verloren zoon' wordt een volk op een tropisch eiland aangetroffen waarbij de lokale bevolking zich met een westers volk heeft vermengd.
- Het was 9 jaar en 46 albums geleden dat Jampudding en Arabella nog eens in de reeks voorkwamen. Later zouden ze een veel prominentere rol in de reeks krijgen.
- De vliegende eieren zullen later in de reeks nog enkele keren voorkomen. De vliegende bol verschilt nog steeds op enkele details van de bekende vliegende bol uit de reeks. Zo zit de deur aan de achterkant en is er een groot zichtbaar luik in de vloer. De stoel van de piloot is ook nog helemaal anders.
- Dit is een van de weinige verhalen waarin Jommekes beste vriend Filiberke niet voorkomt.
- Arabella zal haar titel van prinses in de verdere reeks nooit meer gebruiken en er wordt ook nooit meer over het eiland van haar familie gesproken.